# Forhudsforsnævring
Forhudsforsnævring eller fimosis er en medicinsk betegnelse for forsnævring af forhuden på penis. Dette kan føre til problemer med urinering og infektioner under forhuden. 
Behandling kan bestå af operation eller creme med binyrebarkhormon.
Betegnelsen fimosis anvendes kun om større børn og voksne, da de fleste børn indtil treårsalderen ikke er i stand til at trække forhuden tilbage. Kontakt til læge anbefales i forbindelse med fimosis efter den sene barndom samt problemer med infektioner eller besværet vandladning.